# Andrzej Zięba (piłkarz)
Andrzej Zięba (ur. 19 sierpnia 1969 w Krakowie) – polski piłkarz, występujący na pozycji pomocnika.

## Życiorys
Pochodzi z Grębałowa. Był juniorem Hutnika Kraków. W wieku 16 lat zadebiutował w seniorskiej drużynie Grębałowianki Kraków. Następnie wrócił do Hutnika, z którym w 1990 roku awansował do I ligi. W rundzie jesiennej sezonu 1990/1991 grał w Wawelu Kraków, a na początku 1991 roku ponownie został piłkarzem Hutnika. W sezonie 1995/1996 zajął z klubem trzecie miejsce w mistrzostwach Polski. Występował w meczach Pucharu UEFA z Sigmą Ołomuniec (3:1) i AS Monaco (1:3). W 1997 roku spadł z Hutnikiem z I ligi. Ogółem w barwach krakowskiego klubu rozegrał 139 meczów w najwyższej polskiej klasie rozgrywkowej, w których zdobył 4 gole. Piłkarzem Hutnika był do 2000 roku z półroczną przerwą na wypożyczenie do Cracovii. Następnie przeszedł do Lechii/Polonii Gdańsk. Z uwagi na niewypłacalność klubu w październiku opuścił gdański klub i przeszedł do Zagłębia Sosnowiec. W Zagłębiu występował do 2002 roku, a później był zawodnikiem Skawinki Skawina, Przeboju Wolbrom i Garbarni Kraków. Następnie podjął pracę jako kurier Poczty Polskiej, grał także w klubach niższych klas rozgrywkowych.
Żonaty z Moniką, ma synów Michała i Mateusza.

## Statystyki ligowe
| Sezon         | Klub                     | Liga     | Mecze | Gole |
| ------------- | ------------------------ | -------- | ----- | ---- |
| 1988/1989     | Hutnik Kraków            | II liga  | 3     | 0    |
| 1989/1990     | Hutnik Kraków            | II liga  | 4     | 0    |
| 1990/1991 (w) | Hutnik Kraków            | I liga   | 6     | 0    |
| 1991/1992     | Hutnik Kraków            | I liga   | 10    | 0    |
| 1992/1993     | Hutnik Kraków            | I liga   | 10    | 0    |
| 1993/1994     | Hutnik Kraków            | I liga   | 25    | 2    |
| 1994/1995     | Hutnik Kraków            | I liga   | 33    | 2    |
| 1995/1996     | Hutnik Kraków            | I liga   | 27    | 0    |
| 1996/1997     | Hutnik Kraków            | I liga   | 28    | 0    |
| 1997/1998     | Hutnik Kraków            | II liga  | 27    | 6    |
| 1998/1999     | Hutnik Kraków            | II liga  | 22    | 0    |
| 1999/2000 (w) | Hutnik Kraków            | II liga  | 22    | 0    |
| 2000/2001 (j) | Lechia/Polonia Gdańsk    | II liga  | 11    | 1    |
| 2000/2001     | Zagłębie Sosnowiec       | II liga  | 15    | 0    |
| 2001/2002     | Zagłębie Sosnowiec       | II liga  | 32    | 2    |
| 2008/2009 (j) | Garbarnia Kraków         | III liga | 12    | 5    |
| 2010/2011 (j) | Sparta Kazimierza Wielka | IV liga  | 10    | 0    |